# Doença ocupacional
Doença ocupacional é a designação de várias doenças que causam alterações na saúde do trabalhador, provocadas por  fatores relacionados com o ambiente de trabalho. Elas se dividem em doenças profissionais ou tecnopatias, que são causadas por fatores inerentes à atividade laboral, e doenças do trabalho ou mesopatias, que são causadas pelas circunstâncias do trabalho. As primeiras possuem nexo causal presumido, mas nas segundas a relação com o trabalho deve ser comprovada.
As mais comuns são doenças do sistema respiratório e da pele. Os cuidados são essencialmente preventivos, pois a maioria das doenças ocupacionais são de difícil tratamento. Exemplos: Asma ocupacional, perda auditiva ocupacional, silicose, asbestose, dermatite de contato,  câncer de pele ocupacional.
Uma doença ocupacional normalmente é adquirida quando um trabalhador é exposto acima do limite permitido por lei a agentes químicos, físicos, biológicos ou ergonômicos sem  proteção compatível com o risco envolvido. Essa proteção pode ser na forma de equipamento de proteção coletiva (EPC) ou equipamento de proteção individual (EPI). Existem também medidas administrativas/organizacionais capazes de reduzir os riscos. As principais vias de absorção de agentes nocivos são a pele e os pulmões.
No Brasil, a doença ocupacional é equiparada ao acidente de trabalho, gerando os mesmos direitos e benefícios.